# 伊苏尔萨
伊苏尔萨（西班牙語：Izurza）是西班牙巴斯克自治区比斯开省的一个市镇。总面积4平方公里，总人口266人（2001年），人口密度67人/平方公里。